# 橋本善右衛門
橋本 善右衛門（善右衞門、はしもと ぜんえもん / ぜんうえもん、1857年8月3日（安政4年6月14日）- 1922年（大正11年）11月9日）は、明治から大正期の農業経営者、政治家。衆議院議員、大阪府会議長。

## 経歴
摂津国大阪（現大阪府大阪市）で、代々里正を務める家に生まれた。1876年（明治9年）10月、第五大区一小区五番組第二伍長に就任。以後、東成郡林寺村戸長、東成・住吉両郡書記、学務委員、村会議員、天王寺村長などを務めた。
1891年（明治24年）3月、大阪府会議員に就任。1892年（明治25年）2月、第2回衆議院議員総選挙（大阪府第4区）で当選し、衆議院議員に1期在任した。その後、大阪府会議員に在任し、同常置委員、同参事会員、同議長を務め、大阪市会議員にも当選した。
その他、地方衛生会委員、高津入堀開鑿普通水利組合議員、大阪府商品陳列所評議員、地方森林会議員などを務めた。

## 国政選挙歴
- 第2回衆議院議員総選挙（大阪府第4区、1892年2月、近畿倶楽部）当選[5]
- 第3回衆議院議員総選挙（大阪府第4区、1894年3月、国民協会）落選[5]
- 第4回衆議院議員総選挙（大阪府第4区、1894年9月、無所属）次点落選[6]